# Joseph Lambillotte
Joseph Lambillotte (La Hamaide, Hainaut, ara Bèlgica, 1805 - Saint-Acheul, França, 1842) fou un jesuïta i compositor való.
Era germà dels també músics i jesuïtes Louis (1797-1855) i François (1802-1835). També va compondre algunes peces musicals, però és més conegut per una obra ascètica titulada Le Consolateur, en lectures pieuses adressées aux malades et à toute personne affigée (Amiens, 1842), ja que no tan sols anaren succeint-se ràpidament les edicions franceses, sinó que fou traduïda al castellà, italià, anglès i alemany.